# Giovanni Battista Fasolo
Pour les articles homonymes, voir Fasolo.
Giovanni Battista Fasolo, né à Asti, près de Turin, v. 1598, mort à Palerme en Sicile en 1680, est un religieux franciscain de l’Ordre des frères mineurs (O.F.M.), organiste et compositeur italien.

## Biographie
Les archives du monastère ayant été incendiées, il reste très peu de détails sur la vie de ce moine, sinon qu’il semble avoir passé la majeure partie de sa vie en Sicile où il devient maître de chapelle de l’archevêque de Monreale, près de Palerme, en 1659.
En 1645, suivant les exemples de Girolamo Frescobaldi (Fiori musicali, 1635), et Adriano Banchieri (L'Organo Suonarino, Op. 13, 1605, et Op. 25, 1611), il publie chez Allessandro Vincenti à Venise, un important ouvrage liturgique destiné à l’organiste de paroisse : Annuale che contiene tutto quello, che deve far un Organista per risponder al Choro tutto l'Anno, Opera Ottava. Cet ouvrage de 263 pages contient 3 messes, 19 hymnes, 8 magnificat, un Te Deum et un Salve Regina, où l’organiste dialogue avec le chœur. Pour l’orgue seul, il inclut huit Ricercate, huit Canzoni et quatre fugues, le tout à quatre voix, avec quelques terzetti (versets à 3 voix) à l’occasion.
Au cours des âges plusieurs de ses œuvres séculières ont été attribuées à d’autres compositeurs comme Francesco Manelli, ou même un certain « Il Fasolo ».

## Œuvres
- Op. 3 Misticanza di Vigna alla Bergamasca; il Canto della Barchetta et altre cantate et ariette per Voce et Chitarra. Robletti, Rome, 1627.
- Il carro di Madama Lucia. Rome, 1628 (attribué).
- Aria Se desiate, o bella, 1629 (attribué).
- Op. 6 Motetti a 2 & 3 voce, Secondo Libro, avec une messe à 3 voix, Naples, 1635.
- Op. 8 Annuale che contiene tutto quello, che deve far un Organista per risponder al Choro tutto l'Anno, pour orgue, Venise, 1645.
- Magnificat, Beatus vir, a 5, v. 1645 (attribué).
- Op. 9 Arie spirituali morali, e indifferenti, 2-3 voix, avec dialogues, 2 arias pour voix seule, Palerme, 1659.

## Enregistrements
- Cangia, cangia tue voglie, aria de l'Op. 3, La barchetta passaggiera. Rome, 1627. Enregistré par le ténor Beniamino Gigli, Londres, 1949.
- Il Fásolo? Le Poème Harmonique, dir. Vincent Dumestre Alpha-23(CD) 2004. Dans ses notes, Jean-François Lattarico de la Sorbonne, évoque la possibilité d’un troisième compositeur qui ne soit ni G. B. Fasolo ni F. Manelli.

### Sur YouTube
- Cangia, cangia tue voglie, aria de l'Op. 3 par Beniamino Gigli avec orchestre.
- Benedictus et ellevatio de la Missa Beatæ Mariæ Virginis (Annuale, Op. 8), Lorenzo Antinori sur un orgue historique de Graziadio Antegnati (1565), en la Basilica Palatina di Santa Barbara, Mantoue.
- Il Fásolo? Bergamasca: La Barchetta passaggiera, par Le Poème Harmonique. dir. Vincent Dumestre.
- Canzon Seconda (Annuale, Op. 8), par l'organiste Paolo Crivellaro, S. Maria Maggiore, Pieve di Cento.

## Partitions
- Giovanni Battista Fasolo. Annuale. Op. 8. Venedig 1645. Versetten. Ricercaten. Canzonen und Fugen durch das ganze Kirchenjahr für Orgel. Edited by Rudolf Walter. Heidelberg : Willy Müller-Süddeutscher Musikverlag, [1965, 77].